# MADI (arte)
Movimento Madi é um movimento artístico que se iniciou em 1946 na Argentina por Gyula Kosice, escultor e poeta [tcheco]] radicado na Argentina. Trata-se de uma proposta para todos os ramos da arte (desenho, pintura, escultura, música, literatura, teatro, arquitetura, dança, etc.) baseada na extremação dos conceitos de "criação" e "invenção", com o objetivo de liberar a criação artística das limitações "externas" ao próprio trabalho e expandir sem limites todas as possibilidades que surgem a  a partir da continuidade da obra de arte. Entre os artistas que compõem o Movimento Madi estão Carmelo Arden Quin, Rhod Rothfuss, Martín Blaszko, Waldo Longo, Juan Bay, Esteban Eitler, Diyi Laañ, Valdo Wellington, Youri Messen-Jaschin, entre outros.

## Origem do termo
Como foi explicado pelo próprio Gyula Kosice, o nome "Madi" vem do lema republicano da Guerra Civil Espanhola, "Madrí, Madrí, no pasarán". O termo também é considerado como um acrônimo de quatro conceitos artísticos básicos : Movimento , Abstração, Dimensão e Invenção.